# جزیره فک (فیلم)
جزیره فک (انگلیسی: Seal Island) فیلم مستند آمریکایی محصول سال ۱۹۴۸ است که توسط جیمز آلگار کارگردانی و به تهیه‌کنندگی والت دیزنی می‌باشد. این اولین قسمت از مجموعه فیلم مستندی دربارهٔ طبیعت به‌نام ماجراهای زندگی واقعی بود که در سال ۱۹۴۹ برنده اسکار بهترین فیلم کوتاه شد.

## بازیگران
- وینستن هیبلر در نقش راوی

## تولید
در سال ۱۹۴۷، والت دیزنی با آلفرد و آلما میلوت قرارداد بست تا فیلم مستندی از حیات وحش و فرهنگ آلاسکا تهیه کنند. دیزنی برای فیلم‌برداری از فعالیت‌های انسانی در آلاسکا ارزشی ندید اما مجذوب فیلم‌هایی که میلوت‌ها از اجتماع فوک‌ها در جزایر پریبیلوف گرفتند، گشت. خود دیزنی عنوان جزیرهٔ فک را برای این فیلم ابداع کرد و آن را به‌عنوان اولین فیلم از سری جدید مستندهای طبیعت به نام ماجراهای زندگی واقعی در نظر گرفت.
میلوت‌ها بیش از ۱۰۰٬۰۰۰ فوت از فک‌ها فیلم‌برداری کردند و روند فیلم‌برداری بیش از یک سال به طول انجامید. تولید فیلم برای دیزنی کمی بیش از ۱۰۰٬۰۰۰ دلار هزینه داشت.